# Sirius Passet
Sirius Passet – dolnokambryjskie stanowisko paleontologiczne typu Fossillagerstätte w północnej Grenlandii. Obejmuje morskie osady formacji Buen. Fauna Sirius Passet jest zdominowana przez stawonogi. Należy do niej ponad 40 gatunków zwierząt, takich jak Halkieria evangelista, Buenaspis forteyi, Kerygmachela kierkegaardi,  Pambdelurion whittingtoni, Hadronax augustus, Buenellus higginsi, Kleptothule rasmusseni, Pauloterminus spinodorsalis czy Phragmochaeta canicularis. Wykazuje ona wiele podobieństw do młodszej geologicznie fauny łupków z Burgess. Tafonomia stanowiska sugeruje, że większość jego fauny jest paraautochtoniczna, jednak pewne jej elementy, takie jak niektóre gąbki, robaki, stawonogi i halkieriidy, mogły być autochtoniczne.